# The Amazing Transparent Man

The Amazing Transparent Man este un film SF american din 1960 regizat de Edgar G. Ulmer pentru American International Pictures. Este un film de categoria B. În rolurile principale joacă actorii Marguerite Chapman, Douglas Kennedy, James Griffith și Ivan Triesault.

## Actori
| Actor              | Rol                  |
| ------------------ | -------------------- |
| Marguerite Chapman | Laura Matson         |
| Douglas Kennedy    | Joey Faust           |
| James Griffith     | Maj. Paul Krenner    |
| Ivan Triesault     | Dr. Peter Ulof       |
| Boyd 'Red' Morgan  | Julian               |
| Carmel Daniel      | Maria Ulof           |
| Edward Erwin       | Drake                |
| Jonathan Ledford   | Smith                |
| Norman Smith       | Security guard       |
| Patrick Cranshaw   | Security guard       |
| Kevin Kelly        | Woman                |
| Dennis Adams       | State Police officer |
| Stacy Morgan       | State Police officer |
| Lon Chaney, Jr.    | The Butcher          |